# Nazionale maschile under 18 di calcio dell'Italia
La Nazionale di calcio italiana Under-18, i cui giocatori sono soprannominati gli azzurrini, è la rappresentativa calcistica Under-18 della nazionale italiana ed è posta sotto l'egida della Federazione Italiana Giuoco Calcio. Nella gerarchia delle nazionali giovanili italiane è posta prima della Nazionale Under-17.

## Palmarès

Alessandro Del Piero capitano della nazionale under 18 durante le qualificazioni all'europeo di categoria 1993

- Campionato europeo Under-18 (UEFA Junior Tournament):

 1955, 1956, 1958, 1966
 1959, 1986, 1995, 1999
 1957, 1973, 1980

## Commissari tecnici
- Italo Acconcia (1975-1983)
- Luciano Lupi (1983-1987)
- Luciano Lupi e Comunardo Niccolai (1987)
- Pietro Ghedin (1987-1988)
- Pietro Ghedin e Comunardo Niccolai (1988)
- Pietro Ghedin e Giancarlo De Sisti (1988-1989)
- Giancarlo De Sisti (1989-1990)
- Sergio Vatta (1991 - 1995)
- Francesco Rocca (1996-1997)
- Rosario Rampanti (1999)
- Domenico Caso (2002-2003)
- Francesco Rocca (2006-2008)
- Massimo Piscedda (2008-2009)
- Pasquale Salerno  (2009-2010)
- Alberico Evani (2010-2013)
- Daniele Zoratto (2013)
- Paolo Vanoli (2013-2015)
- Roberto Baronio (2015-2016)
- Paolo Nicolato (2016-2017)
- Daniele Franceschini (2017-2019)
- Carmine Nunziata (2019)
- Bernardo Corradi (2020)
- Daniele Franceschini (2020-2025)
- Massimiliano Favo (2025-in carica)

## Staff tecnico
- Commissario tecnico: Massimiliano Favo
- Assistente allenatore: Davide Cei
- Preparatore dei portieri: Fabrizio Capodici
- Preparatore atletico: Mattia Modonutti
- Medico: Valerio Andreozzi
- Fisioterapista: Angelo Cartocci
- Segretario: Luca Gatto